# Gérard Bertrand
Ne doit pas être confondu avec Gérard Bertrand (rugby à XV).
Gérard Bertrand (né le 21 octobre 1936 à Caudéran en Gironde) et mort le 15 avril 2021 à Labenne (Landes) est un joueur de football français, qui évoluait au poste de milieu de terrain et d'attaquant.

## Biographie
Gérard Bertrand évolue en Division 1 avec les clubs de l'AS Monaco et des Girondins de Bordeaux. Il joue sept matchs en Division 1, marquant un but.
Il joue en Division 2 avec l'équipe de l'AS Cannes. Il dispute 161 matchs en Division 2, inscrivant 43 buts. Avec le club cannois, il inscrit 14 buts en championnat lors de la saison 1957-1958, puis 13 buts lors de la saison 1962-1963.
Avec les girondins, il prend part à la finale de la Coupe Charles Drago en 1965, perdue contre les lensois.

## Palmarès
Girondins de Bordeaux
- Coupe Charles Drago :
  - Finaliste : 1965.